# صالح صائب الجبوري
الفريق أول صالح صائب الجبوري (و. 1898 - ت. 1993) قائد عسكري وسياسي عراقي، تولى رئاسة أركان الجيش العراقي عام 1944، كما شغل مناصب وزارية مختلفة خلال العهد الملكي في العراق.

## حياته المبكرة
ولد في بغداد عام 1898، وأكمل دراسته العسكرية في مدارس بغداد وإسطنبول.

## حياته العسكرية
التحق بالجيش العثماني في نوفمبر/تشرين الثاني 1915، بمنصب آمر فصيل في جبهة القتال في (جناق قلعة) في شبه جزيرة جاليبولي.
في يونيو/حزيران 1919، قرر البقاء في العراق وقطع ارتباطه عن الحكم العثماني. وعند تشكيل الجيش العراقي، عين في 20 أغسطس/آب 1921 في الفوج الثاني واشترك بدورة تدريبية. بعد نجاحه عيّن معلماً فيها ثم معلماً في الكلية العسكرية وفي مدرسة الأسلحة الخفيفة. وفي أيلول 1927، أوفد إلى إنجلترا للالتحاق بأحد ألوية الجيش البريطاني لمدة سنة وأشترك بدورات مدرستي نذر آفون وهايث، وهما مدرستنا متخصصتان في الأسلحة الخفيفة والمتوسط ونجح بدرجة امتياز. بعد عودته إلى العراق في أواخر سنة 1928، عيّن آمر جناح الرمي في مدرسة الأسلحة الخفيفة وضباط الصف. وفي سنة 1931، اشترك بدورة كلية الأركان العراقية مدة سنتين وتخرّج منها بدرجة امتياز وعيّن معلماً في الكلية. 
وفي أواخر عام 1933، عين بمنصب مرافق أقدم للملك غازي وهو برتبة مقدم ركن. وفي عام 1935، عيّن آمراً لمدرسة ضباط الصف الأسلحة الخفيفة. وفي عام 1936، عيّن آمراً للواء الأول ثم آمرًا للواء الخامس ثم ضابط ركن أول للفرقة الثانية في كركوك.

## إحالته للتقاعد
وفي 19 مارس 1939، تمت إحالته على التقاعد لأسباب شخصية ومن دون مبرر قانوني، على إثر أحداث انقلاب بكر صدقي. وفي 12 تشرين الثاني 1939، عين بوظيفة معاون مدير نقليات السكك الحديدية وفي 12 نوفمبر 1940، تم ترقيته إلى منصب معاون مدير السكك الحديدية العام حتى 20 أغسطس 1941.

## عودته للخدمة
وفي تموز 1941، صدرت أرادة ملكية بموجبها أُعيدت خدماته إلى الجيش وأُعيدت له كافة حقوقه التي سبق وسُلبت منه عند الإحالة إلى التقاعد. وفي 21 آب 1941، أُنيطت به قيادة الفرقة الأولى ومقرّها بغداد. وفي أواخر عام 1944، تم أسناد منصب رئاسة أركان الجيش له وهو برتبة أمير لواء ركن حتى تمت ترقيته إلى فريق ركن وهي أعلى رتبة عسكرية في الجيش العراقي حصل عليها ضابطين فقط في تاريخ الجيش العراقي قبل عام 1958، وقد شغل هذا المنصب لأطول فترة في تاريخ الجيش العراقي في العهد الملكي منذ عام 1944-1951.

## الأوسمة والأنواط
الأوسمة والأنواط التي حملها:
- مُنح نوط الخدمة الفعلية عام 1933.
- مُنح وسام السيف من درجة قائد من قبل ملك السويد عام 1935.
- مُنح أوسمة الرافدين من الدرجة الرابعة والثالثة والثانية من النوع العسكري في السنوات 1936، 1941، 1948 على التوالي.
- مُنح وسام الاستحقاق من درجة قائد من حكومة الولايات المتحدة الأمريكية عام 1947.
- مُنح وسام النهضة من الدرجة الأولى من حكومة المملكة الأردنية الهاشمية عام 1947.
- مُنح وسام الاستحقاق السوري من الدرجة الممتازة عام 1949.
- مُنح وسام أستور من الدرجة الأولى من ملك الأفغان عام 1950.
- مُنح نوط الحرب لسنة 1939-1945.
- مُنح نوط النصر سنة 1950.
- كما لديه أوسمة من الجيش العثماني هي «حرب مدالية سي» و«نوط الحرب» و«كمولي لياقة مدالية سي» و«نوط الاستحقاق الفضي» خلال فترة الحرب العالمية الأولى 1914-1918.

## بعد تركه الجيش
- في تموز 1951، عين عضوا في مجلس الأعيان وترك الخدمة في الجيش بناء على طلبه.[3]
- في أيلول 1954، استوزر في وزارتي نوري السعيد الثانية عشر والثالثة عشر وزيراً للمواصلات والأشغال العامة (1954-1957)، كما شغل هذا المنصب في وزارة أحمد مختار بابان عام 1958.[4]
- عُين في وزارتي عبد الوهاب مرجان ونوري السعيد الرابعة عشر وزيراً للإعمار.[4]

## مؤلفاته
ألف خلال حياته عدة كتب عن الأسلحة العسكرية، منها:
- محنة فلسطين وأسرارها العسكرية والسياسية، طبع في بيروت، لبنان عام 1970[5]
- صفحات من تاريخ العراق المعاصر 1914-1958، مذكرات الفريق أول ركن صالح صائب الجبوري.[2]